# آی‌اف‌پی‌آی دانمارک
آی‌اف‌پی‌آی دانمارک (انگلیسی: IFPI Danmark) شعبهٔ دانمارکی فدراسیون بین‌المللی صنعت فونوگرافی (آی‌اف‌پی‌آی) و ارائه‌دهنده رسمی جداول موسیقی و مرجع صدور گواهینامه فروش موسیقی در دانمارک است.
در دانمارک، گواهینامه‌های طلا و پلاتین نخستین بار در اوایل دهه ۱۹۹۰ اهدا شد. الزامات فروش برای رپرتوارهای داخلی و بین‌المللی یکسان است.

### آلبوم‌ها
| گواهینامه | پیش از ۱۹۹۴ | از سال ۱۹۹۴ | از آوریل ۲۰۰۳† | از ۱ فوریۀ ۲۰۰۷† | از ۷ ژانویۀ ۲۰۱۱† |
| --------- | ----------- | ----------- | -------------- | ---------------- | ----------------- |
| طلا       | ۵۰٬۰۰۰      | ۲۵٬۰۰۰      | ۲۰٬۰۰۰         | ۱۵٬۰۰۰           | ۱۰٬۰۰۰            |
| پلاتین    | ۸۰٬۰۰۰      | ۵۰٬۰۰۰      | ۴۰٬۰۰۰         | ۳۰٬۰۰۰           | ۲۰٬۰۰۰            |

†  فروش ممکن است شامل دانلودهای دیجیتال و همچنین پخش اینترنتی به نسبت ۱:۱۰۰۰ باشد.

### تک‌آهنگ‌ها
| گواهینامه | پیش از ۲۰۰۷ | از ۱ فوریۀ ۲۰۰۷‡ | از ۱ آوریل ۲۰۰۹‡ | از ۱۷ نوامبر ۲۰۱۴‡ | از ۱ آوریل ۲۰۱۶‡ |
| --------- | ----------- | ---------------- | ---------------- | ------------------ | ---------------- |
| طلا       | ۴٬۰۰۰       | ۷٬۵۰۰            | ۱۵٬۰۰۰           | ۳۰٬۰۰۰             | ۴۵٬۰۰۰           |
| پلاتین    | ۸٬۰۰۰       | ۱۵٬۰۰۰           | ۳۰٬۰۰۰           | ۶۰٬۰۰۰             | ۹۰٬۰۰۰           |

‡  فروش ممکن است شامل دانلودهای دیجیتال و همچنین پخش اینترنتی به نسبت ۱:۱۰۰ باشد.
پخش اینترنتی
| گواهینامه پخش اینترنتی از ۷ ژانویه ۲۰۱۱ آغاز شد | پیش از ۳۰ ژانویۀ ۲۰۱۲ | از ۳۰ ژانویۀ ۲۰۱۲ | از ۳۰ آوریل ۲۰۱۲ | از ۲۱ مارس ۲۰۱۴ | از ۱۷ نوامبر ۲۰۱۴                        |
| ----------------------------------------------- | --------------------- | ----------------- | ---------------- | --------------- | ---------------------------------------- |
| طلا                                             | ۵۰٬۰۰۰                | ۴۵۰٬۰۰۰           | ۹۰۰٬۰۰۰          | ۱٬۳۰۰٬۰۰۰       | پخش اینترنتی در بارگذاری‌ها لحاظ شده است. |
| پلاتین                                          | ۱۰۰٬۰۰۰               | ۹۰۰٬۰۰۰           | ۱٬۸۰۰٬۰۰۰        | ۲٬۶۰۰٬۰۰۰       | پخش اینترنتی در بارگذاری‌ها لحاظ شده است. |

### دی‌وی‌دی
دی‌وی‌دی تک‌آهنگهای ویدئویی
| گواهینامه | از سال ۲۰۰۷ |
| --------- | ----------- |
| طلا       | ۷٬۵۰۰       |
| پلاتین    | ۱۵٬۰۰۰      |

دی‌وی‌دی‌های کامل
| گواهینامه | پیش از فوریۀ ۲۰۰۷ | از فوریۀ ۲۰۰۷ | از ۷ ژانویۀ ۲۰۱۱ |
| --------- | ----------------- | ------------- | ---------------- |
| طلا       | ۲۰٬۰۰۰            | ۱۵٬۰۰۰        | ۱۰٬۰۰۰           |
| پلاتین    | ۴۰٬۰۰۰            | ۳۰٬۰۰۰        | ۲۰٬۰۰۰           |